# Jacques Vergès
Jacques Vergès (Ubon Ratchathani, 5 de marzo de 1925 – París, 15 de agosto de 2013) fue un abogado francés con ascendencia vietnamita y activista anticolonial, conocido como «el abogado del diablo». Vergès comenzó como combatiente en la Resistencia Francesa durante la Segunda Guerra Mundial, bajo las fuerzas de la Francia Libre de Charles de Gaulle. Tras convertirse en abogado, se hizo famoso por su defensa de los militantes del FLN durante la guerra de Independencia de Argelia. Posteriormente se vio implicado en una serie de casos judiciales controvertidos y de gran repercusión, con una serie de acusados de terrorismo, asesinato en serie, crímenes contra la humanidad y crímenes de guerra. Esto incluye al oficial del Partido Nazi Klaus Barbie «el Carnicero de Lyon» en 1987, el terrorista Carlos el Chacal en 1994, el ex jefe de Estado de los Jemeres Rojos Khieu Samphan en 2008 o el negacionista del Holocausto Roger Garaudy.

## Biografía
Nacido el 5 de marzo de 1925 en Ubon Ratchathani, Siam, y criado en la isla de Reunión con su hermano gemelo Paul Vergès, Jacques Vergès era hijo de Raymond Vergès, cónsul francés, y una maestra vietnamita llamada Pham Thi Khang. Su madre murió cuando tenía tres años y su familia se trasladó a la isla de Reunión. En 1942, animado por su padre, se embarca hacia Liverpool para formar parte de las Fuerzas Francesas Libres bajo el mando de Charles de Gaulle, y participar en la resistencia antinazi. Llegó a luchar en Italia, Francia y Alemania.
Tras el final de la Segunda Guerra Mundial, ingresó en la Universidad de París, donde se matriculó en la Facultad de Letras, donde se licenció en Historia y estudió los idiomas hindi y malgache. En 1945 se afilia al movimiento Jóvenes Comunistas del Partido Comunista Francés, mientras su padre ayudaba a organizar el Partido Comunista de Reunión. Durante esta época trabó amistad con Erich Honecker, futuro líder de Alemania Oriental, Henri Alleg y Félix Houphouët-Boigny, futuro presidente de Costa de Marfil. También se casaría en esta época con su primera esposa, Karine. Su hermano gemelo, Paul, regresó a Reunión, donde más tarde se convirtió en líder del Partido Comunista y diputado del Parlamento Europeo. En 1949, Jacques fue elegido presidente de la AEC (Asociación de Estudiantes Coloniales), donde entabló amistad con Pol Pot y Khieu Samphan. En 1950, a petición de sus mentores comunistas, fue a Praga como secretario de la Unión Internacional de Estudiantes durante cuatro años (1952-1954). Volvió a París, donde estudió Derecho y aprobó los exámenes finales en 1955. Vergès fue elegido entonces secretario de la Conférence des avocats du barreau de Paris (en francés: Conferencia de Abogados de la Barra de París).

## Trayectoria
A su llegada a París, Jacques Vergès se afilia al Partido Comunista Francés (PCF) en 1945. El 25 de mayo de 1946, Alexis de Villeneuve, que se presentó a las elecciones legislativas por el Movimiento Republicano Popular (MRP) contra su padre, Raymond Vergès, fue asesinado frente a la Catedral de San Dionisio, en Saint-Denis (Reunión). El arma de fuego utilizada pertenecía a Raymond Vergès.
A su regreso a Francia, Vergès se hizo abogado y pronto ganó fama por su disposición a aceptar casos controvertidos. Durante la lucha en Argel defendió a muchos acusados de terrorismo por el gobierno francés. Fue partidario de la lucha armada argelina por la independencia contra Francia, comparándola con la resistencia armada francesa a la ocupación alemana nazi en la década de 1940. Vergès se convirtió en una figura conocida a nivel nacional tras su defensa de la guerrillera argelina antifrancesa Djamila Bouhired por cargos de terrorismo: fue condenada por volar un café y matar a once personas en su interior. Aquí fue pionero en la estrategia de ruptura, en la que acusaba a la acusación de los mismos delitos que los acusados. Tampoco se mencionan su controvertida defensa del negacionista del Holocausto Roger Garaudy y su labor formativa en Praga en la década de 1950, en plena Guerra Fría, aunque se insinúan y exploran posibles conexiones con servicios secretos y numerosas organizaciones clandestinas en países que van desde Alemania a Israel y Argelia. Fue condenada a muerte, pero fue indultada y liberada tras la presión pública ejercida por Vergès. Al cabo de unos años se casó con Vergès, que para entonces se había convertido al Islam. En un esfuerzo por limitar el éxito de Vergès en la defensa de clientes argelinos, fue condenado a dos meses de cárcel en 1960 y perdió temporalmente su licencia para ejercer oficialmente la abogacía por actividades contrarias al Estado. Tras la independencia de Argelia en 1962, Vergès obtuvo la nacionalidad argelina, pasando a llamarse Mansour. Durante la Guerra de Argelia se había relacionado con Ahmed Ben Bella del FLN y primer presidente de Argelia, nazi suizo y financista del FLN, François Genoud, así como con Ahmed Huber, un suizo musulmán converso y nazi que cubrió la guerra como periodista.
En 1965, Vergès llegó a Israel, buscando representar a Mahmud Hijazi (מחמוד חיג'אזי), miembro palestino del movimiento Fatah que en aquel momento había sido condenado a muerte por un tribunal militar israelí acusado de terrorismo, por cruzar a Israel y colocar una pequeña carga de demolición cerca del Acueducto Nacional en Galilea.
El ministro de Justicia de Israel Dov Yosef prohibió que Hijazi fuera representado por un abogado extranjero. Vergès fue detenido en el aeropuerto y deportado. No obstante, aunque Vergès no consiguió representar a Hijazi ante el tribunal, su iniciativa generó una publicidad y una controversia considerables que influyeron en que un tribunal de apelación conmutara finalmente la pena de muerte de Hijazi. (Posteriormente, Hijazi fue liberado en un intercambio de prisioneros de 1971).
Del 24 de febrero de 1970 a 1978, Vergès desapareció de la escena pública sin dar explicaciones. Se negó a hacer comentarios sobre esos años, y en una entrevista con Der Spiegel comentó que «es muy divertido que nadie, en nuestro moderno estado policial, pueda averiguar dónde estuve durante casi diez años». Vergès fue visto por última vez en una concentración anticolonial en París. Abandonó a su mujer, Djamila, y cortó todos los lazos con sus amigos y familiares. Mucha gente se preguntaba si había sido asesinado, secuestrado, se había convertido en espía o se había escondido. Su paradero durante estos años sigue siendo un misterio. Muchos de sus allegados de la época suponen que se encontraba en Camboya con los Jemeres Rojos, un rumor Pol Pot (Hermano n.º 1), Nuon Chea (Hermano n.º 2) e Ieng Sary (Hermano n.º 3) han negado. Se afirma que Vergès fue visto en París por Mohamed Boudia, un contacto de la guerra de Argelia y un antiguo asociado comunista, Jiří Pelikán. También habría estado en Suiza, en casa de François Genoud, según Ahmed Huber. También se cree que estuvo en varios países árabes en compañía de Ali Hassan Salameh y grupos militantes palestinos según el abogado libanés Karim Pakradouni, y el político argelino exiliado Bachir Boumaza.

## Acusados destacados
Tras su regreso a la vida pública, Vergès reanudó su actividad como abogado y se hizo cargo de una gran variedad de casos legales, desde niñas musulmanes que querían llevar pañuelo en la cabeza en la escuela hasta pacientes con VIH/sida transmitido por transfusión y contaminado por productos sanguíneos para la hemofilia, pasando por prostitutas que demandaban a sus proxenetas para cobrar sus salarios atrasados y la defensa de criminales de guerra y dictadores de alto nivel.
El primer expediente que Jacques Vergès lleva como abogado se refiere a Sonacotra. Emprende una «defensa de ruptura» (también llamada «estrategia de ruptura»), en lugar de lo que él llama la «defensa de connivencia», que se alegaba clásicamente: el acusado se convierte en acusador, considera que el juez no tiene jurisdicción o que el tribunal no tiene legitimidad, y lleva el dictamen a testigo.
Durante su vida escribió cerca de 40 libros sobre sus casos, vivencias y opiniones, entre estos libros publicó su autobiografía en 1990, titulada El brillante bastardo (en francés: Le Salaud lumineux). Los medios de comunicación lo bautizaron como «el abogado del diablo», y él parecía disfrutar con esa fama y daba respuestas provocativas en entrevistas. Cuando se le preguntó si habría defendido a Hitler, Jacques Vergès contestó: incluso defendería a Bush. Pero sólo si se declara culpable.

## Defendidos
- Abdoulaye Wade
- Anis Naccache
- Bara Tall
- Bernard Bonnet
- Camille Sudre
- Christian Poucet
- Denis Sassou-Nguesso
- Djaffar el-Houari
- Georges Ibrahim Abdallah
- Idriss Déby
- Ilich Ramírez (Carlos el Chacal)
- Jean-Marc Dufourg
- Khieu Samphan
- Klaus Barbie
- Laurent Gbagbo
- Louise-Yvonne Casetta
- Magdalena Kopp
- Max Frérot
- Mohamed Diawara
- Moise Tshombe
- Moussa Traoré
- Norbert Dabira
- Omar Bongo
- Omar Raddad
- Paul Barril
- Robert Boulin
- Roger Garaudy
- Simone Weber
- Tarek Aziz

## En la cultura popular
La película documental de 2007, L'avocat de la terreur (en francés: El abogado del terror) de Barbet Schroeder está basada en su figura. El filme compitió en la sección Un certain regard del Festival Internacional de Cine de Cannes.